# 佐野経彦
佐野 経彦（さの つねひこ、天保5年2月16日（1834年3月25日） - 明治39年（1906年）10月19日）は、幕末から明治時代にかけて活躍した日本の宗教家、神理教教祖、福岡県の医師。豊前国企救郡徳力（現在の福岡県北九州市小倉南区）出身。生涯著作活動を続け、その著作は260以上約千巻、歌は二万首といわれる。

## 概要
明治維新後に宗教家として独立し、1868年に神理教を開設。布教活動を開始する。1880年、北九州市小倉南区徳力に神理教会を設立し、北九州一帯に信者を拡大した。1890年、神理教の御嶽教からの独立に伴い初代管長に就任。生涯を神理教の普及活動に尽くした。
国学を学び、当初は皇国医道と称して医者であったが、肉体の病よりも民心を救おうと決意する。その後、日本の古典である神典に登場する饒速日（ニギハヤヒノミコト）に連なる巫部の家系図は、その77代目にあたる経彦の神道家としての理念を形成した。

## 生涯
経彦の父の経勝（つねかつ）にまだ男子がいないので夫婦で祈ったところお告げがあり、天保5年2月16日（1834年3月25日）、経勝が60歳にして佐陀子（さだこ）との間に男子を授かり経彦が生誕する。経彦の幼少のころは、大雨の日に川に流されたが無傷であった、父経勝の眼病を祈ったところ眼病が治ったといった逸話がある。15歳から16歳にかけて俳諧、和歌を学ぶ。17歳より小倉藩の国学者西田直養（にしだなおかい）に国学を学ぶ。
19歳で皇国の医道を起こしたいと決意する。翌年、このことについて父が喜び、書を伝えて、家系の祖先を尊んで神道を起こすこと伝える。その翌年、安政元年9月21日、21歳にしてはじめての著書である『天津皇産巣日孝』を著す。経彦の母が病気になるとますます医学を追求し神医と呼ばれるようになった。文久元年、28歳、国の禁止によって皇医以外を停止される。慶応2年5月、小笠原氏に軍医補を命じられる（長州征討）。
1875年（明治8年）12月20日付で小倉県より『豊前企救郡』誌5冊献納についての賞状を貰う。1876年（明治9年）『皇道百首』を宮内庁に、執筆した郷土史計11冊を内務省に献本する。このころたびたび不思議な夢を見、気にとめないようにしていたが、遂に1876年10月16日には、「汝は神の心じゃ。救世安民を汝に託す。誠を明らかにせよ。汝のためまた誠を守るもののため守りつかわすぞ」と日月五行の神が現れ、「汝代神となれ。今より明誠代神となれ」とお告げがある。
1879年（明治12年）1月29日、教導職試補に申しつけられる。同年、福岡県より医証を賜る。1894年（明治27年）10月19日には神理教が教派神道の一派として独立し経彦は管長となる。1905年（明治38年）11月3日、信徒が守るべくことがらを記した遺言状を記す。
1906年（明治39年）10月15日死去、送り名は天津神理誠道知部経彦命（あまつみことわりまことのみちしるべつねひこのみこと）。

## 著書

### 神道
- 『神理図』[19][20] 経彦の思想の根底の書である[21]。
- 『本教神理図解』上、本教神理教会、1883年（明治16年）上記の書の解説書である[22]。
  - 『本教神理図解. 上』 - 国立国会図書館デジタルコレクション
- 『本教神理図解』下、本教神理教会、1883年（明治16年）
  - 『本教神理図解. 下』 - 国立国会図書館デジタルコレクション
- 『本教神理学入門』本教神理教会、1883年（明治16年）
  - doi:10.20730/100200626（新日本古典籍総合データベース）
- 『産須根神考』本教神理教会、1883年（明治16年）
- 『神理教書宇賀神本義』神理教会総本院、1889年（明治22年）
- 『神理教書竈大神本記』神理教会総本院、1889年（明治22年）
- 『神理教由来記』神理教本院、1894年（明治27年）
- 『うらない真伝上巻』神道教学院、1956年
- 『占合真伝下巻』神道教学院、1956年

- 『本教要言』慶応2年2月16日[10]
- 『神理創見』（しんりそうけん）明治10年2月15日[12]
- 『皇道大綱』（こうどうたいこう）明治6年6月15日[11]
- 『二神分界考證』（にしんぶんかいこうしょう）明治10年12月17日[14]
- 『産須爾考』（うぶすにこう）明治11年[14]
- 『神理図解』（しんりずかい）明治11年3月11日[14]
- 『无火殯考』明治11年9月[14]
- 『霊祭昔噺』（れいさいむかしばなし）明治11年12月[14]
- 『教院二十八題略説』明治12年1月23日[15]
- 『霊璽殿設置概則』（れいじでんせっちがいそく）明治12年3月17日[15]
- 『改正里神楽式』（かいせいさとかぐらしき）明治12年3月[15]
- 『皇祭政辦』（こうさいせいべん）明治12年5月20日[15]
- 『本教遺鄙古実』（ほんきょういびこじつ）明治12年11月[23]
- 『汚穢考』（おあいこう）明治13年3月[23]
- 『説教首尾』（せっきょうしゅび）明治13年4月[23]
- 『御教則真義』（ごきょうそくしんぎ）明治13年5月[23]
- 『神理真柱』（しんりしんちゅう）明治13年6月[23]
- 『神理教会大意』明治13年7月[24]
- 『神になる近道』（かみになるちかみち）明治13年7月[24]
- 『本教神理真言廼噺』（ほんきょうしんりまことのはなし）明治13年7月[24]
- 『霊璽殿設置私考』明治13年10月[24]
- 『産須根大神略記』（うぶすねおおかみりゃくき）明治13年12月[25]
- 『神理講録十巻』明治14年1月[25]
- 『民の心得』明治14年3月[25]
- 『神理指南図』明治14年3月[25]
- 『神理講録二編』明治14年5月[25]
- 『天照大神出生考』明治14年6月[25]
- 『本教夢の考証』明治14年8月[26]
- 『講録余談』明治15年9月[26]

ほかに『神理教安心要論』、『神理指南図解』、『遺言書』（1905年、明治38年）。

### 日誌[28]
- 『神理教教祖御日誌第一巻』神理教大教庁宣教課、1928年。以下三巻を収録[29]
  - 『田川紀行』（明治2年1月18日[30]）『崎山紀行』（明治3年5月[30]）
  - 『東行記』（明治14～15年）全五巻のうち第四巻は紛失している[31]。
- 『穂波日誌』（明治18年5月、筑前紀行）
- 『赤間日誌』『築城日誌』（明治18年12月、築城川紀行）
- 『千代田日誌』（明治22年～23年）
- 『朝倉日誌』（明治32年）
- 『神理教教祖御日誌第二巻』神理教大教庁教書刊行会、1953年。以下二巻を収録[29]
  - 『熊本日誌』『三しまめぐり』
- 『豊国戦記』防長史料出版社、1977年

### 医書
- 『皇國醫談』（こうこくいだん）安政4年[7]
- 『古醫手振』（こいてふり）安政5年5月28日[7]
- 『奇病正言』（きびょうせいげん）安政6年7月[7]
- 『皇國病名妙』（こうこくびょうめいみょ）文久2年8月15日[9]
- 『皇國種痘妙』（こうこくしゅとうみょ）慶応元年[9]
- 『銃瘡正言』（じゅうそうせいげん）慶応3年2月10日[10]
- 『病治解』（びょうちかい）明治7年8月13日[11]。

「五臓の病を知る歌」文久3年晦日、「小児病を目色にて知る歌」（元治元年9月18日）。

### 地史
- 『吾平山考』（わがひらやまこう）万延元年12月25日[7]
- 『豊前古史地名考五巻』（ぶぜんこしちめいこう）文久3年2月[7]
- 『彦山考』（ひこさんこう）文久3年9月9日[9]
- 『穴戸考』（あなどこう）明治元年4月12日[9]
- 『豊前企救郡五巻』（ぶぜんききゅうぐん）明治元年9月[10]
- 『川内王墓考』（かわうちおうぼこう）明治2年1月25日[30]
- 『長狭行宮考』（ながさあんきゅうこう）明治3年8月[30]
- 『午酒考』（うまさけこう）明治4年3月[30]
- 『日之稱號考』（ひのしょうごうこう）明治13年7月[23]
- 『出雲國號考』（いずもこくごうこう）明治13年9月[24]
- 『五重猛考』明治13年9月[24]

ほかに『日子山考』、『柳御所考』、『猿丸太夫墓考』

### 歌集
- 『皇道百首』（明治3年2月）[30]
- 『梅舎歌集』（うめしゃかしゅう）安政3年[7]、『梅舎若菜集』（うめやわかなしゅう）文久2年9月[9]
- 『桃舎集第一』（もものやしゅう）慶応2年12月[10]、『桃舎歌集第二』（もものやかしゅう）明治元年12月、『桃舎歌集第三』明治2年12月、『桃舎歌集第四』明治3年12月29日[30]、『桃舎歌集第五』明治4年12月29日、『桃舎歌集第六』明治5年12月、『桃舎長歌集第六』（もものやちょうかしゅう）明治5年12月15日、『桃舎歌集第七』明治6年12月[11]、『桃舎歌集第九』明治7年12月29日『桃舎歌集第十』明治9年12月29日[12]、『桃舎歌集第十一』明治10年12月29日、『桃舎歌集第十二』明治11年12月29日[14]、『桃舎歌集第十三』明治12年12月29日[23]『桃舎歌集第十四』明治12年12月29日[25]。

『活花古意』（いけばなこい）明治10年6月20日、『言葉の爾計草』（ことばのにけくさ）明治9年6月『道の一言』明治12年7月。